# Tân Hưng, huyện Tân Châu
Tân Hưng là một xã thuộc huyện Tân Châu, tỉnh Tây Ninh, Việt Nam.

## Địa lý
Xã Tân Hưng nằm ở phía nam huyện Tân Châu, có vị trí địa lý:
- Phía bắc giáp xã Tân Phú
- Phía nam giáp thành phố Tây Ninh
- Phía đông bắc giáp Hồ Dầu Tiếng
- Phía đông nam giáp huyện Dương Minh Châu
- Phía tây giáp huyện Tân Biên.

Xã Tân Hưng có diện tích 59,21 km², dân số năm 2019 là 16.802 người, mật độ dân số đạt 284 người/km².

## Hành chính
Xã Tân Hưng được chia thành 6 ấp: Tân Tây, Tân Đông, Tân Trung A, Tân Trung B, Tân Thạnh, Tân Lợi.